# دائرة تيبازة
دائرة تيبازة هي إحدى دوائر ولاية تيبازة الجزائرية ومقرها تيبازة، وتضم بلدية واحدة: تيبازة.

## الطرقات
- الطريق الوطني رقم 11
- الطريق الولائي رقم 109

## التعليم الجامعي
تضم هذه الدائرة العديد من مؤسسات التعليم الجامعي، منها:
- جامعة عبد الله مرسلي.[2]